# Felice Cantimorri
Felice (al secolo Luigi) Cantimorri (Russi, 30 gennaio 1811 – Mugnano in Teverina, 28 luglio 1870) è stato un vescovo cattolico italiano.

## Biografia
Studiò nel seminario di Faenza, dove ebbe come compagno Luigi Carlo Farini. Entrò nell'ordine dei frati minori Cappuccini e venne ordinato sacerdote a Bologna il 31 dicembre 1833.
Si distinse come predicatore di missioni popolari nelle diocesi romagnole e venne notato anche dal vescovo di Imola Giovanni Maria Mastai Ferretti, poi papa Pio IX.
Fu vescovo di Bagnoregio dal 1846 al 1854: oltre a promuovere il restauro della cattedrale e di molte chiese cittadine, istituì un ricovero per anziani e un educandato femminile; riformò il seminario e fece la visita pastorale in tutte le parrocchie della diocesi.
Venne eletto vescovo di Parma da papa Pio IX il 22 luglio 1854, proprio mentre nella città emiliana scoppiava una rivolta contro il governo borbonico. La sede di Parma era vacante da due anni e la reggente Luisa Maria di Berry, vedova del duca Carlo III, recentemente assassinato da un mazziniano, aveva sollecitato il pontefice a inviare in città un nuovo pastore.
Dopo l'annessione di Parma al regno sabaudo, attenendosi alle indicazioni della Segreteria di Stato della Santa Sede, evitò di incontrare Vittorio Emanuele II e a tal fine lasciò la sua città vescovile nel maggio 1860 e vi fece ritorno solo verso la fine del 1861, dopo un soggiorno in Austria e a Roma, dove il pontefice gli propose di recarsi a Goa per tentare di far eseguire il concordato sottoscritto con il Portogallo nel 1857.
Il 25 giugno 1863 punì con la sospensione sette sacerdoti che, contro le sue indicazioni, avevano celebrato con la Messa la festa nazionale dello Statuto: il vescovo venne punito con una multa e venne deferito al Consiglio di Stato per abuso di potere. Nel 1866, durante il periodo della III guerra d'Indipendenza, Cantimorri fu costretto al domicilio coatto a Cuneo insieme ai suoi più stretti collaboratori: il canonico Agostino Chieppi e il rettore del seminario Giuseppe Carcelli.
Prese parte al concilio Vaticano I, intervenendo sulla disciplina degli ordini religiosi: fu un convinto fautore della proclamazione del dogma dell'infallibilità papale.
Morì di ritorno dal concilio a Mugnano in Teverina, presso Bomarzo, dove aveva fatto sosta per incontrare alcuni conoscenti.

## Genealogia episcopale
La genealogia episcopale è:
- Cardinale Scipione Rebiba
- Cardinale Giulio Antonio Santori
- Cardinale Girolamo Bernerio, O.P.
- Arcivescovo Galeazzo Sanvitale
- Cardinale Ludovico Ludovisi
- Cardinale Luigi Caetani
- Cardinale Ulderico Carpegna
- Cardinale Paluzzo Paluzzi Altieri degli Albertoni
- Papa Benedetto XIII
- Papa Benedetto XIV
- Papa Clemente XIII
- Cardinale Marcantonio Colonna
- Cardinale Giacinto Sigismondo Gerdil, B.
- Cardinale Giulio Maria della Somaglia
- Cardinale Carlo Odescalchi, S.I.
- Cardinale Costantino Patrizi Naro
- Vescovo Felice Cantimorri